# Законодавни истражни комитет Флориде
Законодавни истражни комитет Флориде (енгл. Florida Legislative Investigation Committee) познат и као Џонсов комитет (енгл. Johns Committee) је било тело које је успостављено 1956. одлуком законодавства Флориде, за време Друге црвене страве и Лаванда страве. Попут познатијих антикомунистичких истражних комитета у Конгресу Сједињених Америчких Држава за време периода Макартизма, овај комитет је предузимао обимне истраге о потенцијално субверзивним делатностима академика, група за грађанска права и организација за које се сумњало да су комунистичке. Комитет је такође покушавао да елиминише хомосексуалце из државних органа и школа.

## Законодавни мандат
Комитет је најчешће називан Џонсов комитет по свом првом председнику, државном сенатору и бившем гувернеру Чарлију Јуџину Џонсу, а његов широко формулисани мандат је био да:
истражи све организације чији принципи или активности укључују образац понашања од стране било које особе или групе који би могао представљати насиље, или кршење закона државе, или који би био штетан за добробит или редовне личне или пословне активности већине грађана ове државе.
Законодавство Флориде је педесетих и касније било под контролом веома конзервативне групе сенатора из северних руралних делова Флориде. Бивши гувернер Џонс је био кључна фигура међу двадесет конзервативних сенатора који су имали одлучујући утицај на функционисање државне управе.
Један од првих задатака Џонсовог комитета био је да истражи и укори особље на Пољопривредном и машинском универзитету Флориде, већински црначком универзитету, због њихове подршке Талахаси бојкоту аутобуса 1956. и 1957. године. Комитет је настојао да докаже да Национална асоцијација за напредак обојених људи (енгл. National Association for the Advancement of Colored People), која се борила за грађанска права црнаца, има контакте са комунистима, али су одустали када је организација добила решење од Врховног суда Сједињених Америчких Држава које је забрањивало Џонсовом комитету приступ њеној листи чланова. Комитет је такође истраживао активности других политички активних организација, као што су Јужна хришћанска лидерска конференција, Кју-клукс-клан, као и група које су подржавале и које су се противиле Фиделу Кастру.

## Напад на хомосексуалност
Године 1961, законодавство је наложило Џонсовом комитету да прошири своју истрагу како би у њу били укључени и хомосексуалци и „степен [њихове] инфилтрације у агенције које су финансиране из државних фондова“, посебно на државним колеџима и универзитетима, као што су Универзитет Флориде, Државни универзитет Флориде и Универзитет Јужне Флориде. Комитет је имао моћ да упућује судске позиве људима да сведоче под заклетвом, а запошљавао је и тајне информаторе. Комитет је на тај начин ширио страх међу лезбијкама и геј мушкарцима на државним факултетима који су скривали своју сексуалност. Униформисани полицајци су често одводили студенте и професоре са предавања на испитивање. Сви хомосексуални односи на Флориди су били илегални све до пресуде Врховног суда у предмету Лоренс против Тексаса из 2003. Признавање сопствене хомосексуалности представљало је „моралну поквареност“ и било је основ за отпуштање или искључење из школе.